# Bedoń-Wieś
Bedoń-Wieś (prononciation [ˈbɛdɔɲ ˈvjɛɕ]) est un village de la gmina d'Andrespol, du powiat de Łódź-est, dans la voïvodie de Łódź, situé dans le centre de la Pologne.
Il se situe à environ 3 kilomètres au nord d'Andrespol (siège de la gmina) et 13 kilomètres à l'est de Łódź (siège du powiat et capitale de la voïvodie).
Sa population s'élevait à 435 habitants en 2021, se distinguant pars 237 femmes pour 198 hommes.
Sa superficie est de 2,16 km2.

## Administration
De 1975 à 1998, le village était attaché administrativement à l'ancienne voïvodie de Łódź.
Depuis 1999, il fait partie de la nouvelle voïvodie de Łódź.